# Jules Rémy
Jules Achille Rémy, född den 2 september 1826 i Louvercy, Marne, död där i december 1893, var en fransk upptäcktsresande. Auktorsnamnet J.Rémy kan användas för Jules Rémy i samband med ett vetenskapligt namn inom botaniken; se Wikipediaartiklar som länkar till auktorsnamnet.
Rémy var lärare vid Collège Rollin i Paris, när han 1851 reste utrikes med Julius Brenchley. Han besökte Kanarieöarna, olika delar av Sydamerika samt flera ögrupper i Oceanien, bland annat Marquesas-, Tahiti- och Hawaiiöarna, där han kvarstannade i tre år, studerande öarnas växtvärld, språk och etnografi. Där sammanträffade han åter med Brenchley, varefter de gemensamt reste i olika länder i Nord- och Sydamerika. Resultatet av sina iakttagelser nedlade han i flera arbeten, bland annat Voyage au pays des mormons (1860) och Ka Moolelo Hawaii. Histoire de l'archipel havaien (1862).